# باراميدك
يعمل المُسعف أو الطِبابيّ أو العامل الطبابي أو مساعد الطبيب أو المساعد الطبي أو مداني الطبيب أو الباراميدك (بالإنجليزية: Paramedic)‏ في مهنة الرعاية الصحية وهو مختص بالرعاية الطبية. يكون عمله في الغالب قبل دخول المريض للمستشفى أو خارج بيئة المستشفى أو المستشفى في قسم طب الطوارئ أو الخدمات الاسعافية أو قسم العناية الحرجة ICU واقسام أخرى، ويعمل في الأساس كجزء من الخدمات الطبية الطارئة مثل (الإسعاف).
يتواجد الباراميدك غالباً خارج المستشفى، ويعمل كجزء من خدمات الطوارئ الطبية (بالإنجليزية:  emergency medical services)‏ المعروفة بـ (EMS) كما يعمل في سيارة الإسعاف.

## المهام والواجبات
إن دور الباراميدك مشابه نوعاً ما إلى دور موظفى الرعاية الصحية، وخاصةً تقني طب الطوارئ. (بالإنجليزية:  emergency medical technician)‏، ولكن دور الباراميدك كثيرًا مايكون أعلى دوراً وأكثر مسؤولية. تختلف مجالات الوظيفة بشكل واسع على مستوى العالم. ففي الولايات المتحدة طُور دور الباراميدك خلال عام 1970 ليصبح مساعد مهني، ومنذ ذلك الحين قامت بعض الدول كالمملكة المتحدة بتطوير دور الباراميدك ليصبح مهنة صحية مستقلة ولديه رخصة فردية لممارسة عمله، بينما في بعض الدول الأخرى ومن ضمنها الولايات المتحدة لايزال الباراميدك فئة Paramedic C.C يعمل كطبيب مساعد ((Physician Extender)).
هناك نماذج مختلفة في العالم لأسلوب تقديم الرعاية من مقدمي الخدمات الطبية الإسعافية، مما يؤثر كثيراً على نطاق ممارسة الباراميدكين لدورهم في كل منطقة. فعلى سبيل المثال، في النموذج الفرنسي-الألماني، يدعم الباراميدكُ (EMT) الطبيبِ مباشرةً في الميدان وفي دور أشبه ما يكون بـدور ممرض المستشفى بدلاً القيام ذاتياً بأعمال مستقلة عن الطبيب. ولكن طُورت المهنة لتنتقل تدريجيًا من مجرد نقل المرضى إلى المستشفى والرعاية الأساسية، إلى ممارسة دور متقدم وتقديم علاجات مباشرة في الميدان، أي خارج المستشفى (في موقع الحدث).
يعتبر دور الباراميدك حالياً في بعض البلدان جزءً من منظومة تُجنّب المريض دخول المستشفى تماماً من خلال ممارسين يمكنهم وصف أدوية معينة أو إجراء زيارات للمريض وإحالته لخدمات متخصصة من دون نقله إلى المستشفى.

## تاريخ الباراميدك

### البدايات
تطورت الرعاية الإسعافية من خلال ارتباطها المستمر بالقطاع العسكري. إحدى الدلائل الأولى التي تُشير إلى وجود عمليات رسمية لإدارة الجرحى جائت من فيالق الإمبراطورية الرومانية. فعند تقدم أعمار القادة الرومانيين (السينتوريون Centurion) وعدم قدرتهم على القتال، كانت تُعطى لهم مهام تنظيم نقل الجرحى من ساحة المعركة وتوفير شكل من أشكال الرعاية للمصابين. وعلى الرغم من أنهم لم يكونوا أطباء إلا أنهم كانوا من أقدم الجراحين المفترضين في العالم، فقد كان يُطلب منهم أن يخيطوا الجروح وأن يجروا عمليات البتر الكامل. توجد أيضًا حالة مماثلة من الحروب الصليبية على دولة الإسلام مع فرسان الإسبتارية (أو الهوسبتاليين، أي جنود المستشفى) المعروفة بجماعة القديس يوحنا المقدسي (the Order of St. John of Jerusalem)، إذ شغلت وظيفة مماثلة من الناحية الطبية، ثم تواصلت هذه المؤسسة وتطورت تدريجيًا لتصبح منظمة تعرف الآن بإسعاف القديس يوحنا (St. John Ambulance) في جميع انحاء دول الكومنولث «رابطة الشعوب البريطانية»، ومنظمة فرسان مالطة (Order of Malta Ambulance Corps) في جمهورية أيرلندا ودول أخرى مختلفة.

### الخدمات الإسعافية الأولى

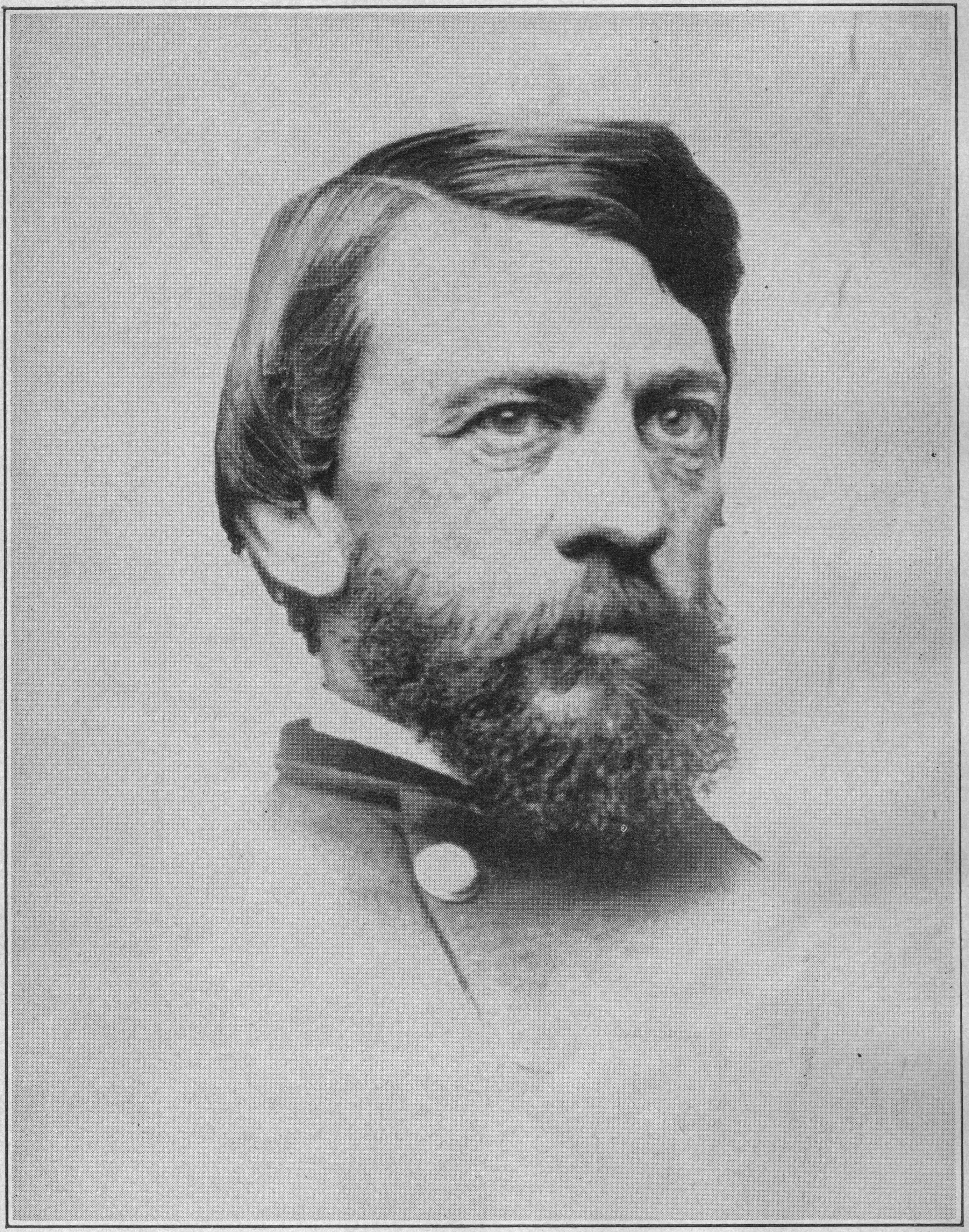
الطبيب الجرّاح و الرائد العسكرى جوناثان ليترمان (11 ديسمبر 1824 - 15 مارس 1872) يٌعتبر الأب الروحي لطبّ المعارك الحربية الحديثة.
Major Jonathan Letterman

بينما كانت المجتمعات المدنية تنظم أساليباً للتعامل مع رعاية ونقل المصابين والموتى جراء عودة الطاعون الدبلي إلى لندن من عام 1598 وحتى عام 1665، إلا أن تلك المهام كانت مؤقتة. ولكن مع مرور الوقت بدأت تصبح هذه المهام رسمية ودائمة. وخلال الحرب الأهلية الأمريكية وضع الطبيب الجرّاح والرائد العسكرى جوناثان ليترمان (Major Jonathan Letterman) نظام المستشفيات الميدانية المتنقلة مطبّقاً لأول مرة مبادئ فرز المصابين خلال الحرب الأهلية الأمريكية. بعد انتهاء الحرب بدأ بعض المحاربين بتطبيق ما تعلموه في أرض المعركة في مجتمعاتهم بعد العودة إليها، والشروع في تعيين فرق متطوعين لأعمال إنقاذ الحياة وأفراد هيئة الإسعاف.
في البداية، كانت فكرة تكوين فرق الإسعاف على المستوى المحلي فقط، مما أدى إلى أن الخدمات الإسعافية كانت مُقدمة من جهات مختلفة كالمستشفيات المحلية ومراكز الشرطة وفرق الإطفاء أو حتى مديري الجنائز وسيارات نقل الموتى لأنهم كانوا هم الفئات المجتمعية التي تمتلك سيارات تسمح بنقل الأشخاص في وضع الاستلقاء، ولذلك كان سائقوا سيارات الإسعاف في معظم الحالات قليلوا الخبرة ومعدومي التدريب الطبي. ظَلّ هذا الوضع لفترة قصيرة قبل أن يبدأ التدريب الطبي الرسمي بالظهور في بعض الوحدات. كان أعضاء خدمات إسعاف شرطة تورونتو مثالاً مبكراً على هذا التحوّل، حيث أُلزموا بتلقّي تدريبات طبية إلزامية لمدة 5 أيام في إسعاف القديس يوحنا (St. John) بدئاً من عام 1889.
قبل الحرب العالمية الأولى طُورت الخدمات الإسعافية من خلال تزويد عربات الإسعاف بمحركات، ما أثبت فعاليتها في أرض المعركة وأدى إلى انتشار الفكرة بسرعة لتصل إلى الأنظمة المدنية. وبذلك أدت القوات العسكرية مجدداً إلى تطوير مهارات متقدمة للإسعاف.

وخلال الحرب العالمية الثانية والحرب الكورية كان الباراميدكون العسكريون يحقنون مسكنات الألم المخدرة في الحالات الطارئة، أما الصيادلة المتواجدون على السفن الحربية فقد سُمح لهم بالقيام بالإجراءات الطبية دون الرجوع إلى الطبيب، وكان يُسمح لهم بعمل أكثر من ذلك بدون إشراف الطبيب. وشهدت الحرب الكورية أيضاً أول استخدام واسع النطاق للمروحيات لإخلاء الجرحى من الجبهة إلى الوحدات الطبية مما أدى إلى ظهور مصطلح «الإخلاء الطبي» (بالإنجليزية: Medical evacuation)‏ أو "medivac"، ولكن مع الأسف لم تجد هذه الابتكارات طريقها إلى الحياة المدنية لما يقارب أكثر من 20 عاماً بعدها.

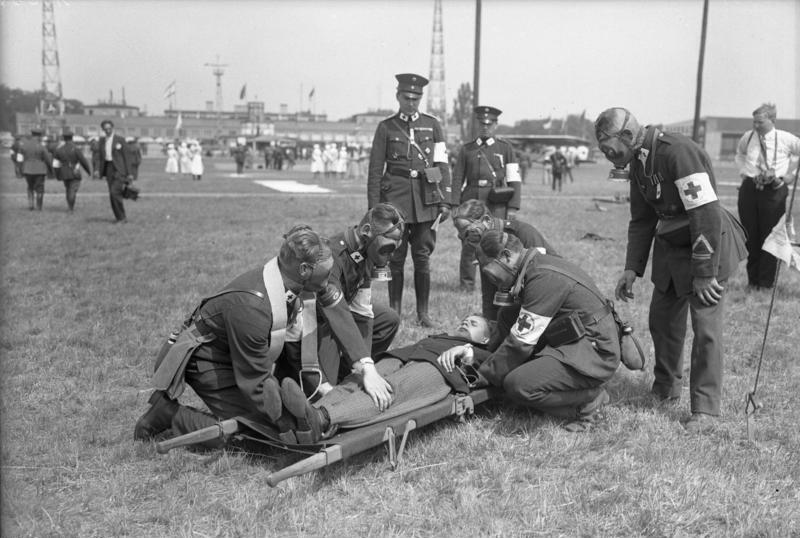
تدريب مسعفي الصليب الأحمر الألماني في عام 1931 الميلادي

### الرعاية الطارئة قبل دخول المستشفى
بدأت التجارب لتحسين الرعاية الطبية في مطلع الستينات في بعض المراكز المدنية. شملت أحد التجارب الأولية توفير الرعاية القلبية قبل دخول المستشفى من قِبَل أطباء في بالفاست في أيرلندا الشمالية عام 1966. وقد تكرر هذا في تورونتو في كندا عام 1968 باستخدام سيارة إسعاف واحدة تسمى «قلبية - واحد» (Cardiac One) كناية عن أنها المرحلة الأولى لتلقي مرضى الحالات القلبية، وكان يعمل عليها طاقم عادي من الباراميدكين بجانب طبيب متدرب من المستشفى لأداء الإجراءات المتقدمة. وعلى الرغم من أن كلتا التجربتين هاتين قد حققتا مستويات معينة من النجاح، إلا أن التقنية لم تكن قد وصلت بعد للمستوى المطلوب الذي يسمح لها بأن تكون فعّآلة بشكل كامل، فعلى سبيل المثال في تورونتو كان جهاز مزيل الرجفان (Defibrillation) المحمول وجهاز مراقبة معدل ضربات القلب (heart monitor) يعملان بواسطة بطاريات السيارة (بطارية الرصاص Lead–acid battery) والتي تزن حوالي 45 كيلوغرام.

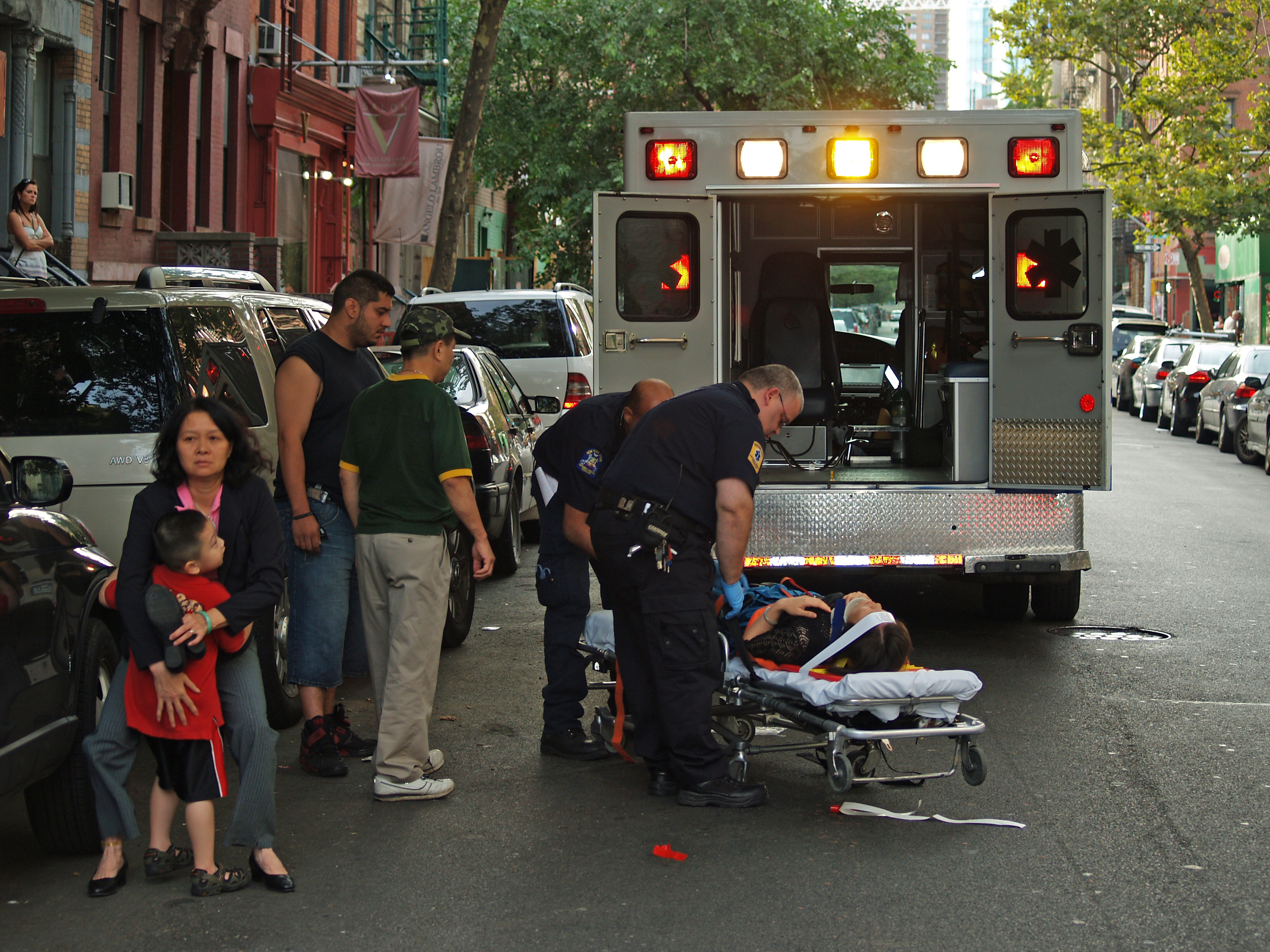
خدمات الطوارئ الصحية تنقل امرأة منهارة في نيويورك.

#### الورقة البيضاء
في عام 1966 نُشر في الولايات المتحدة تقرير بعنوان «الموت العرضي والإعاقة: المرض المهمل في المجتمعات الحديثة» (Accidental Death and Disability: The Neglected Disease of Modern Society) وعُرف ذلك التقرير باسم الورقة البيضاء (The White Paper). قدمت هذه الورقة بيانات تظهر أن الجنود الذين أُصيبوا بإصابات بالغة في ساحات المعارك خلال حرب فيتنام كان معدل بقائهم على قيد الحياة أفضل من الأشخاص الذين أصيبوا بجروح خطيرة في حوادث السيارات على الطرق السريعة في ولاية كاليفورنيا. وقد حددت الورقة البيضاء العوامل الرئيسية التي تسهم في نجاة المصاب أثناء نقله للرعاية النهائية مثل المستشفى الذي فيه الرعاية الشاملة، وكانت تلك العوامل هي:
- رعاية شاملة للإصابات (trauma).
- النقل السريع والعناية الشاملة بالإصابة أثناء النقل.
- وجود طاقم طبي مدرب على القيام بالإجراءات الطبية المتقدمة للحالات الحرجة مثل: إعاضة السوائل المفقودة وإدارة مجرى التنفس للمصاب.

أدت الورقة البيضاء إلى تحرك الحكومة الأمريكية لوضع معايير دُنيا لتدريب الباراميدكين وتطوير المعدات وتصميم سيارات الإسعاف. وقد أُدرجت هذه المعايير الجديدة في تشريعات سلامة أمن الطرق الاتحادية وتم ابلاغ الولايات بأن تعتمد هذه المعايير في قوانين الولاية وإلا يتم خفض التمويل الاتحادي لها لأمن الطرق. حثت «الورقة البيضاء» أيضاً على بدأ بعض الوحدات التجريبية لخدمات الطوارئ الطبية عبر الولايات المتحدة الأمريكية تشتمل على برامج للمسعفين. أدى نجاح هذه الوحدات إلى التحول السريع للتشغيل الكامل لها. وضع مستشفى مدينة نيويورك سانت فنسنت أول وحدة في الولايات المتحدة للعناية التاجية المتنقلة (MCCU) تحت إشراف الطبيب وليام جريس، والتي بنيت على مشروع وحدة العناية التاجية المتنقلة لفرانك بنترج في بلفاست بأيرلندا الشمالية.
في عام 1967 عمل الطبيب يوجين نيجل والطبيب جيم هيرشمان على إنشاء أول نظام لجهاز تخطيط قلب كهربائي متنقل يرسل المعلومات عن بُعد إلى المستشفى. وبعد ذلك تم عمل برنامج فعّال للمسعفين مع قسم الإطفاء في مدينة ميامي في عام 1968. وفي عام 1969 اشتركت خدمات إطفاء مدينة كولومبوس مع المركز الطبي الجامعي في ولاية أوهايو لاختراع سيارة إسعاف تنقل مرضى القلب أسموها «القلب المتنقل» (HEARTMOBILE) تحت إشراف الطبيب جيمس وارن والطبيب رتشارد لويس. وفي نفس العام 1969، وضعت فرقة الإنقاذ التطوعية «برنامج الباراميدك» تحت الإشراف الطبي من قبل الطبيب رالف فلايكر في مقاطعة هايوود شمال كارولينا (NC). وأيضا أُنشئ أول برنامج تدريب للمسعفين في لوس أنجلوس بالتعاون مع مستشفى هاربور العام تحت إشراف طبياً من الطبيبين مايكل كليري وجيمس لويس. كما أنشئ برنامج «الباراميدك1» في سياتل بالتعاون مع مركز هاربورفيو الطبي تحت إشراف طبي من قبل الطبيب ليونارد كوب. وضع أول برنامج للمسعفين في مرياتا (جورجيا) في الخريف في عام 1970 الميلادي، بالتعاون مع مستشفى كينستون وشركة خدمات ميترو الإسعافية تحت إشراف طبي من قبل الطبيب لوثر فورتسن. كما وضعت مقاطعة لوس أنجلوس برامج للمسعفين بعد إقرار قانون ويدسورث-تاونسند في عام 1970 الميلادي. وأما المدن الأخرى شرعت قوانينها الإسعافية الخاصة التي أدت إلى تشكيل الخدمات عبر الولايات المتحدة. كما أن العديد من البلدان حذت حذو الوحدات الموضوعة للمسعفين حول العالم.
بينما تقنيات القياس البعادي والتصغير في العسكرية أكثر تقدماً وخصوصاً بسبب المبادرات كبرنامج الفضاء. وسيستغرق الأمر عدة سنوات أخرى قبل عرض هذه التقنيات من خلال التطبيقات المدنية. يعتبر الأطباء في أمريكا الشمالية مكلفين جداً خارج محيط المستشفى وعلى الرغم من أن هذه المبادرات قد نفذت ولازلت تنفذ في بعض البلدان الأوروبية وأمريكا اللاتينية.

### تطور ونمو الخدمات
استمر مجال الباراميدك في التطور بين فترتي السبعينات والثمانينات مع التحول من مجرد نقل المرضى، إلى التركيز على تقديم العلاج لهم في موقع الحادث وفي أثناء الطريق إلى المشفى بسيارة الإسعاف، وهذا أدى إلى تغير مسماهم الوظيفي من «خدمات الإسعاف» إلى «خدمات الطوارئ الطبية».

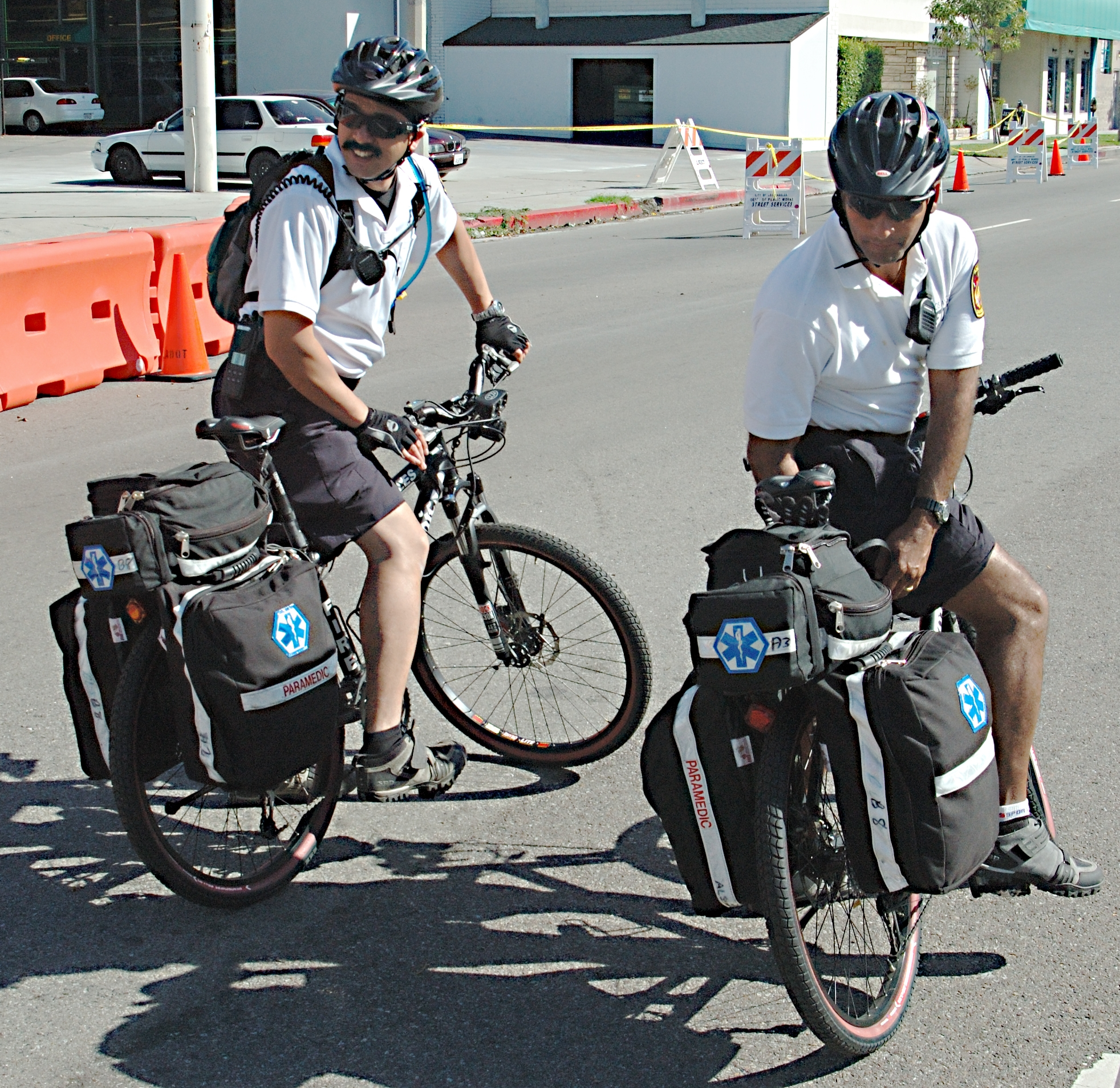
مسعفي الدراجة في لوس أنجلوس، ما يشير إلى تغير طبيعة العمل.

عادة ما كان يتم تحديد التدريبات والقاعدة المعرفية والمهارات لكلاً من الباراميدكين وفنيي الطوارئ الطبية من قبل المدراء الطبيين لكل منطقة حسب ما يرونه أمراً يحتاجه المجتمع وحسب المستطاع في كل منطقة، فكانت هناك اختلافات كبيرة في الأماكن المحلية بين حجم ونوع التدريب المطلوب وكيفية إتاحته. وتراوح هذا ما بين التدريب المحلي في المنطقة، أو من خلال الكليات، إلى مستوى التعليم الجامعي. ونشأ هذا التركيز على زيادة مستوى التأهيل الدراسي الطبي للمسعف بعدما تقدمت مهن طبية أخرى كالتمريض الذي تقدم من مجرد تدريب مهني ليصل إلى المؤهلات والدرجات الجامعية.
أدى التنوع في المناهج التعليمية والمعايير المطلوبة للمسعفين إلى اختلاف كبير في المؤهلات المطلوبة في مختلف الأماكن سواء داخل البلد الواحد أو من دولة لدولة. هناك في المملكة المتحدة دورة تدريبية لمدة سنتين تعطي درجة تأسيسية (foundation degree). وقد تم إجراء مقارنات بين الباراميدكين والممرضين، وبما أن التمريض الآن يتطلب درجة البكالوريوس، فإن القصور المعرفي واسع بين المجالين. وقد أدى ذلك إلى سن قوانين في العديد من البلدان لحماية مسمى «الباراميدك» (أو ما يعادلها محلياً) من الاستخدام من قبل أي شخص باستثناء أولئك المؤهلين وذوي الخبرة ومعايير محددة، مما يعني وجوب تسجيل الباراميدكين في الهيئة المختصة في بلدانهم التابعين لها فمثلا ً: في المملكة المتحدة جميع أفراد الطواقم الطبية والباراميدكين يجب أن يكونوا مسجلين في «مجلس المهن الصحية» من أجل أن يعرفوا أنفسهم كمسعفين، وهناك نظام مماثل في الولايات المتحدة يُدار عن طريق «السجل الوطني لفنيي طب الطوارئ» (NREMT) مع العلم أن هذا النظام طبق في 40 ولاية من أصل 50.
مع تطور وظيفة الباراميدك، تطورت المناهج والمهارات جذرياُ. كما استُحدثت وطورت التجهيزات على المستوى محلي واعتمدت على أفضلية الطبيب المستشار والمدير الطبي. العلاجات الموصى بها تتغير بانتظام وبالغالب تتغير كثيراً وكأنها موجة أزياء أكثر من كونها نظام علمي. كما أن التكنولوجيا الطبية سرعان ما تطورت وتغيرت، فمصنّعي المعدات الطبية لديهم معدات تعمل على نحو كاف في بيئة المستشفى وبيئة قبل دخول المستشفى.
بدأ الاطباء بالاهتمام أكثر بمهنة الباراميدك من منظور الأبحاث. ففي حوالي العام 1990 بدأت تقل الاتجاهات المتغيرة البحثية وبُدلت بالنتائج القائمة على أساس الأبحاث. وقد قادت هذه البحوث المزيد من التطورات في الممارسة، سواء مسعفين أو أطباء الطوارئ الذي يشرفون على عملهم مع التغيرات في الإجراءات والبروتكولات التي تحدث فقط بعد ما أثبتت الأبحاث المهمة حاجتهم وفعاليتها (مثل إجراء دعم الحياة المتقدم ALS).
ثم قادت هذه الأبحاث إلى مزيد من التطور لكلاً من دور الباراميدك العملي ومختصين طب الطوارئ، بعد الأبحاث الهامة التي بينت الحاجة للمسعفين وفعاليتهم فهذه التغيرات أثرت على كل شيء من الإجراءات البسيطة مثل إجراء إنعاش قلبي رئوي (CPR) إلى تغيير بروتوكول الأدوية. ومع نمو المهنة تقدم بعض الباراميدكين بعملهم ليصبحوا ليسوا فقط مشاركين بالأبحاث إنما باحثين بحد ذاتهم ولديهم مشاريعهم الخاصة بهم ومنشوراتهم اليومية في الصحافة.
وقد شملت أيضاَ التغييرات في الإجراءات طريقة الأشراف على عمل الباراميدكين وإدارتهم. في السابق كانت السيطرة الطبية والرقابة تتم بشكل مباشر وفوري وتستدعي من الباراميدكين الإتصال بالمستشفى لتلقي الأوامر الطبية من داخل المستشفى المحلي لكل إجراء طبي أو دواء. وفي حين أن ذلك مازال يجري في بعض الأماكنن إلا أنه أصبح أمراً نادراً. تغيرت الاجراءات الطبية يوماَ بعد يوم من أسلوب السيطرة الطبية المحكمة والمباشرة، لتكون مجموعة من البروتوكولات المكتوبة سابقاَ والتي على الباراميدك تطبيقها بحذافيرها، ثم الإتصال فقط لتلقي الاستشارة بعد استنفاذ الخيارات المتوفرة.

#### التطور والنمو في كندا

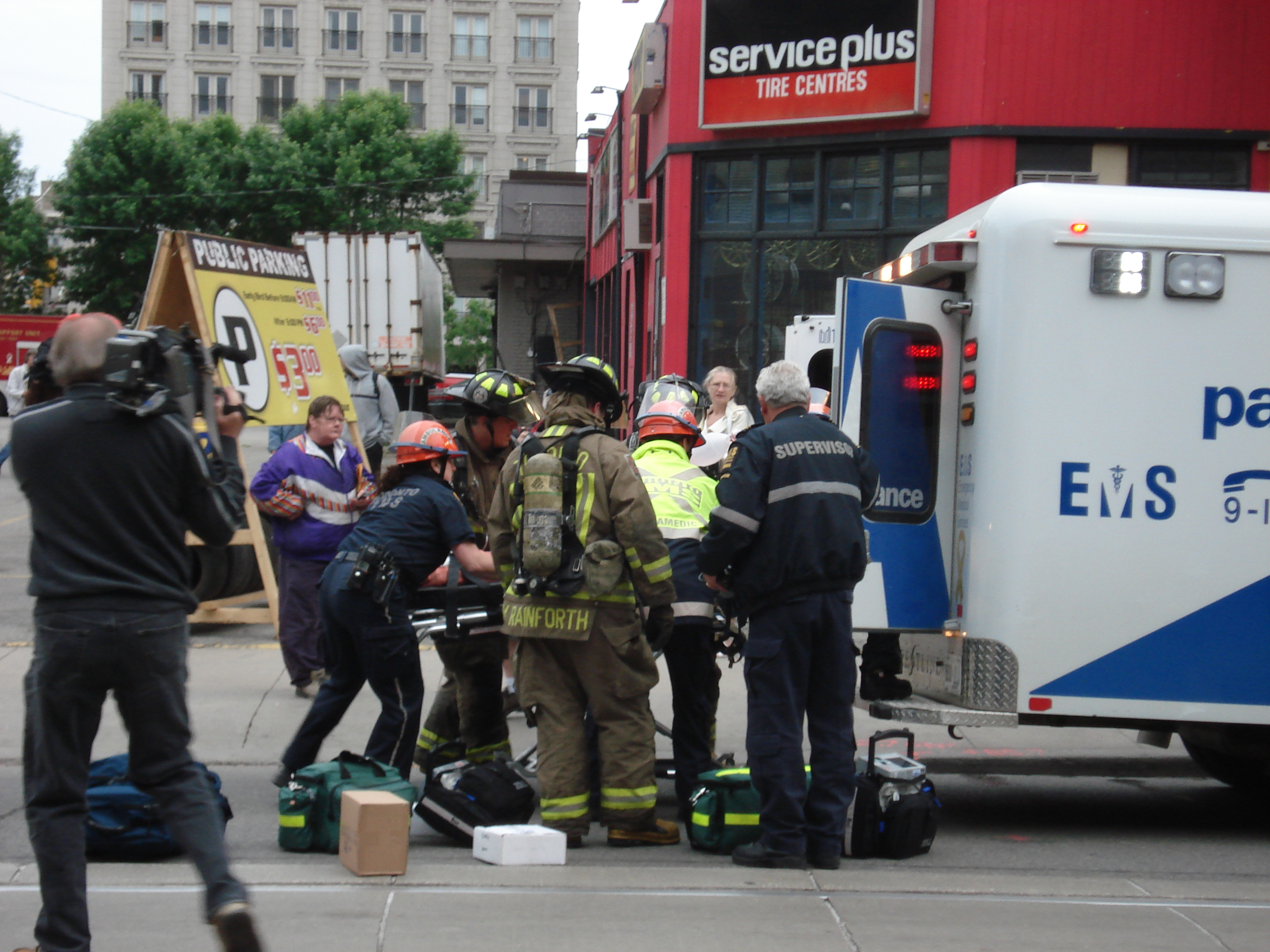
رجال الاطفاء يعاونون، بينما يقوم مسعفو خدمات إسعاف تورنتو (Toronto Paramedic Services) بتحميل المريض إلى سيارة الإسعاف.

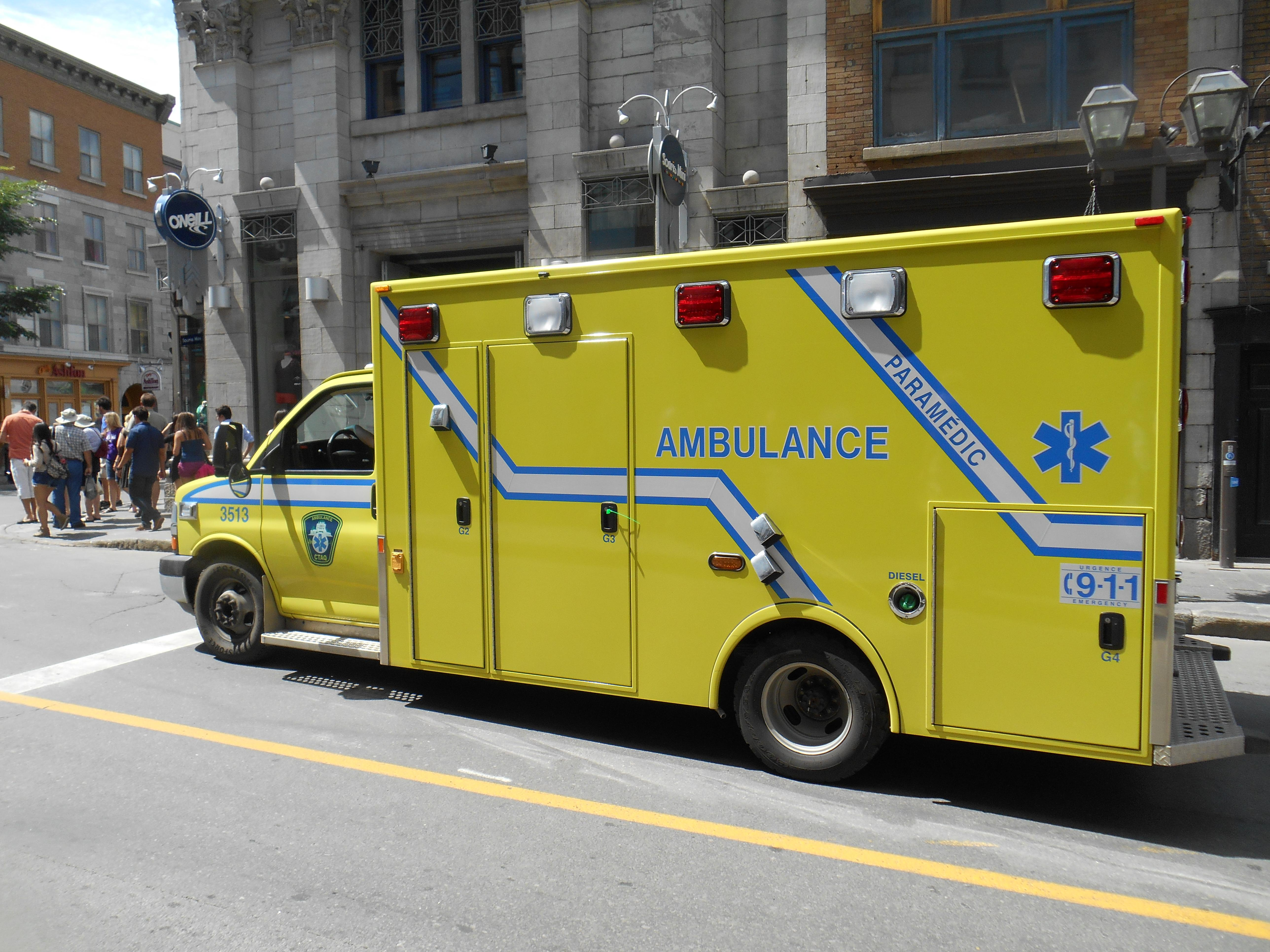
سيارة إسعاف في مدينة كويبك، بكندا.

مع التطور المذكور أعلاه في وظيفة الباراميدكين بشكل كبير في الولايات المتحدة، تبعت العديد من البلدان الأخرى نفس النمط على الرغم من وجود العديد من الاختلافات العديدة.
بدأت كندا في عام 1972 برنامجاً لتدريب الباراميدكين التجريبي في جامعة كوينز في كينغستون، أونتاريو، وهدف البرنامج لزيادة تدريب المقبلين على وظيفة الإسعاف من مدة 160 ساعة إلزامية إلى تطويرها لأعلى من ذلك ولكن النتيجة وُجدت مكلفة جداَ وغير كافية. تم التخلي عن البرنامج بعد عامين. وجاء برنامج بديل بتدريب يصل إلى 1400 ساعة على مستوى كليات المجتمع قبل المباشرة في العمل كمسعفين، ثم جُعل ذلك النظام إلزامياً في عام 1977، ووضعت امتحانات الشهادة الرسمية وجري اعتمادها في عام 1978. حدثت برامج مماثلة في نفس الوقت في ألبرتا وكولومبيا البريطانية، ومناطق أخرى كندية ولكن مع متطلبات تعليم وإصدار شهادات خاصة بكل منطقة، قبل انتشارها في جميع أنحاء البلاد.
دربت تورنتو أول مجموعة داخلياَ لعناية الباراميدك المتقدمة في عام 1984. على الرغم من أنه بدأ التوجه نحو برنامج قائم على منح الشهادة الجامعية. وبحلول عام 2010 شمل نظام أورنتاريو برنامج كلية لمدة سنتين بما في ذلك المستشفيات والمكونات الأكلينيكية (السريرية)، قبل التعيين في عناية الإسعافات الأولية. ولا تزال بعض الخدمات مثل تورنتو قائمة لتدريب الباراميدكين داخلياَ.

#### التطور والنمو في المملكة المتحدة
بعد وقت قصير من نهاية الحرب العالمية الثانية، أصبحت سيارات الإسعاف في المملكة المتحدة تابعة لخدمات البلدية.وكانت التدريبات تُجرى داخلياً بكثرة، إلا أن مستويات التنسيق الأهلية أدّت إلى وضع معايير قياسية لطاقم التدريب. اعتبارا من 2010 أصبح تشغيل سيارات الإسعاف العامة يتم بواسطة جهات اقليمية أغلبها اتحادات، تعمل تحت سلطة هيئة الخدمات الصحية الوطنية بالمملكة المتحدة، مع توحيد كبير للتدريبات والمهارات.
يستخدم نموذج المملكة المتحدة ثلاثة مستويات من أطقم الإسعاف:
1. مساعد رعاية الطوارئ: يتلقى تدريباً داخلياً علي تقديم الدعم والمساعدة لفنّي الإسعاف والباراميدكين الزملاء.
2. فنّي الإسعاف: دوره مشابه لفني طب الطوارئ بالولايات المتحدة (Emergency medical technician (EMT.
3. الباراميدك (paramedic): صاحب المهارات المتقدمة لدعم الحياة.

في أول الأمر كان الباراميدكون يتدربون داخلياً مع فنيي الإسعاف ذوي الخبرة ثم يتقدموا بعدها مع ازدياد الخبرة ليضطلعوا بدور الباراميدكين. ومع ذلك، يتم الآن على نحو متزايد طلب مؤهلات جامعية للمسعفين، بحيث يكون مستوى الدخول هو شهادة بكالوريوس العلوم في رعاية ما قبل المستشفى أو فر رعاية الباراميدكين. وقد أصبح بعض الباراميدكين البريطانيين مسعفين ممارسين (Paramedic Practitioners)، وهو الدور الذي يمارس باستقلالية في بيئة ما قبل المستشفى صلاحية مماثلة لممرض ممارس ولكن مع المزيد من التوجه لرعاية الحالات الحادة.
إن لقب «الباراميدك» في المملكة المتحدة يقع تحت الحماية، وينبغي لمن يستخدم ذلك اللقب أن يتم تسجيلهم لدى مجلس مهن الصحة والرعاية (Health and Care Professions Council) HCPC. يعمل المُسعف في مختلف البيئات، بما في ذلك الخدمات الصحية الوطنية (National Health Service) المعروفة بـ NHS، ومقدمي الإسعاف المستقل، وطائرات الإسعاف الجوي، وأقسام الطوارئ، وأماكن أخرى غيرها.

### الولايات المتحدة

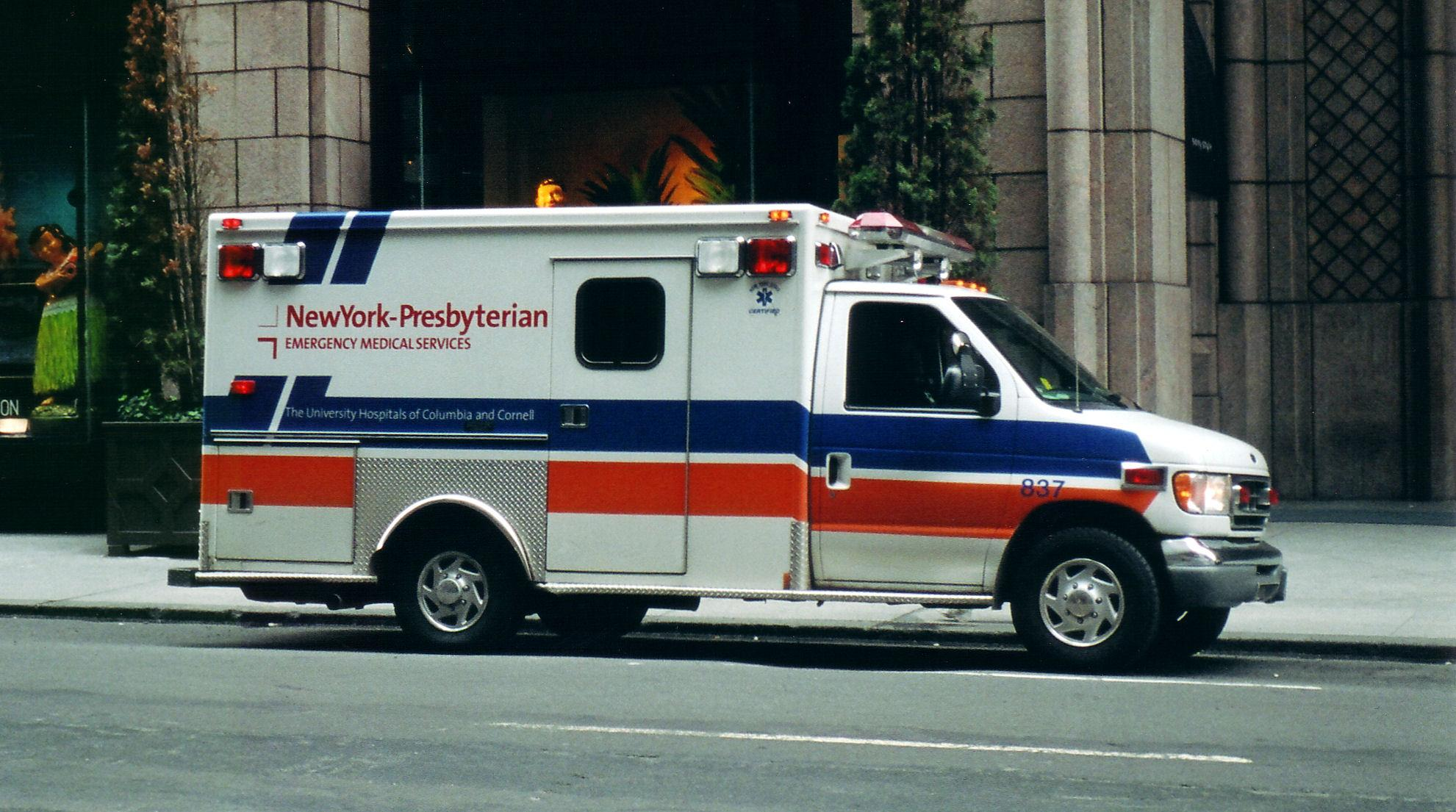
سيارة إسعاف في نيويورك.

تُعتبر أقل المعايير لتدريب الباراميدكين في الولايات المتحدة تدريباً مهنياً، ولكن معظم المعاهد ذوات السنتين دراسة توفّر خيار الحصول على درجة مسعف مشارك (paramedic associate). عادةً ما تَتَّبِع برامج تعليم الباراميدكين مناهج الإدارة الوطنية لسلامة حركة المرور في الطرق السريعة في الولايات المتحدة (National Highway Traffic Safety Administration NHTSA) الخاصة بالخدمات الطبية الطارئة (Emergency Medical Services EMS).
بينما تقدم الكثير من الكليات المعتمدة إقليمياً برامج «مسعف»، ثم درجة مسعف مشارك بعد سنتين من التدريب، فهناك أيضاً بعض الجامعات التي تقدم درجة البكالوريوس بعد 4 سنوات.
معيار الحد الأدنى لبرامج الباراميدك تتطلب التدريب التعليمي والسريري لمدة 1300 ساعة أو أكثر لكي تكون معتمدة ومعترف بها على الصعيد الوطني الأمريكي. تختلف مدة التقويم عادة من 12 شهرا إلى ما يزيد عن عامين لا يشملان خيار الحصول على درجة، أو تدريب خدمات الطوارئ الطبية، أوالخبرة العملية، أو الشروط المسبقة لمتطلبات العمل. يُشترط على الدارس أن يُعتمد كفنّي طوارئ طبية (Emergency Medical Technician) قبل القبول للتدرب كمسعف. تختلف شروط القبول من برنامج لأخر، ولكن معظم البرامج الدراسية للمسعف تشترط أن يكون لدية خبرة عملية سابقة لمدة سنة واحدة على سيارة إسعاف، أو أن يحصل على دورات في علم التشريح وعلم وظائف الأعضاء من كلية معترف بها.
ولا تزال وظيفة الباراميدك تنمو وتتطور لتصبح مهنة رسمية في حد ذاتها، مع استكمال المعايير الخاصة بها ومجموعة الحقوق المرتبطة بالعاملين بها، هذا وقد كوّن العديد من الباراميدكين في أماكن مختلفة جمعياتهم المهنية (Professional association).
بدأ فنّيو الإسعاف القدامي ذوي التدريب المحدود، الذين يقومون بإجراءات طبية بسيطة ومحدّدة، يطالبون بمؤهل علمي (درجة تأسيسية) في عدد من البلدان مثل أستراليا وجنوب أفريقيا والمملكة المتحدة، وبشكل متزايد في كندا وأجزاء أخرى من الولايات المتحدة مثل ولاية أوريغون التي ينبغي فيها الحصول على درجة قبل بدء ممارسة العمل.

## الهيكل الوظيفي

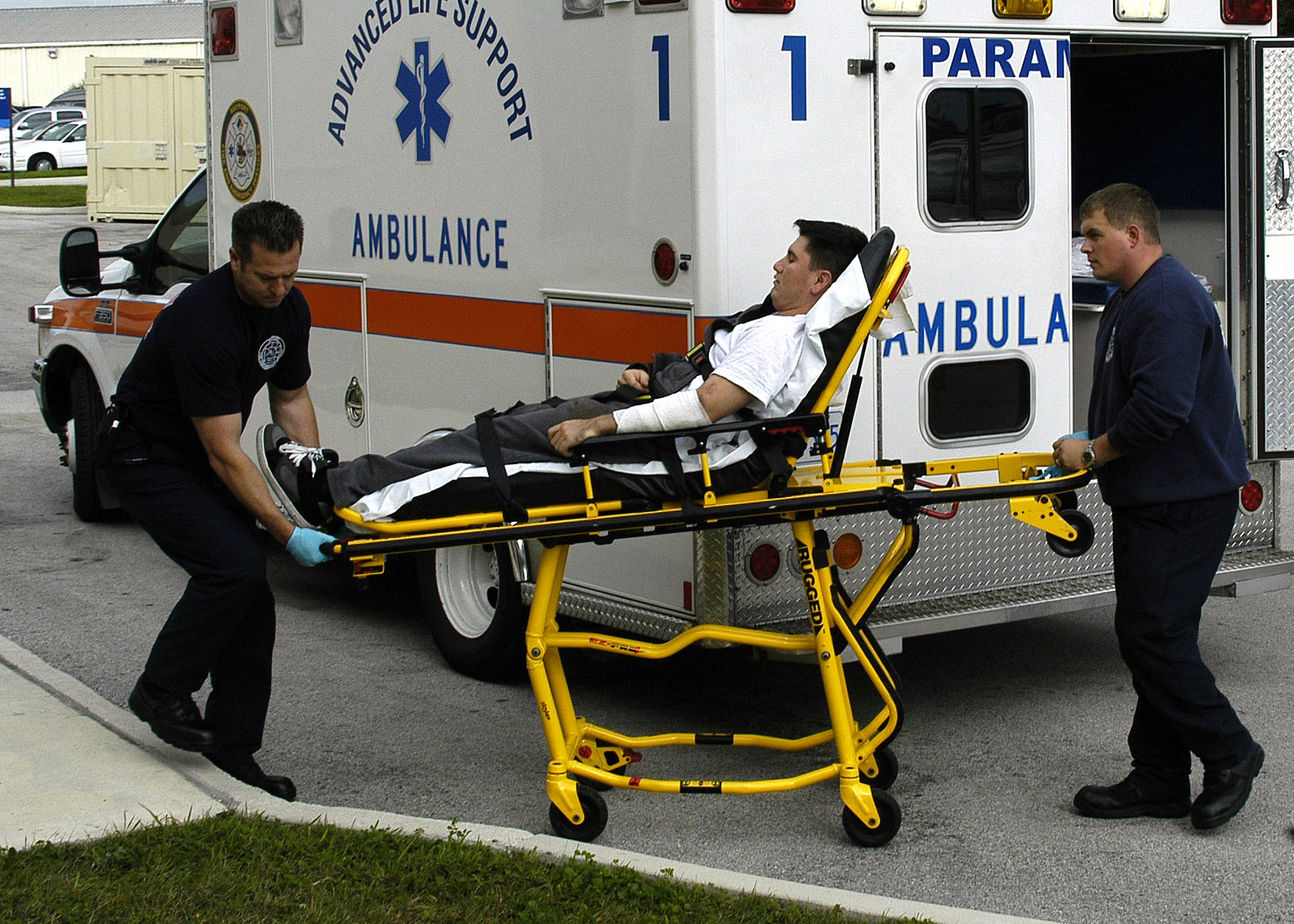
رجال الأطفاء اثناء تدريب محاكاة إنقاذ دمية ضحية حريق في الولايات المتحدة، أثناء تدريب قوات مشاة البحرية الأمريكية على عملية وهمية ضخمة لإخلاء جرحي.

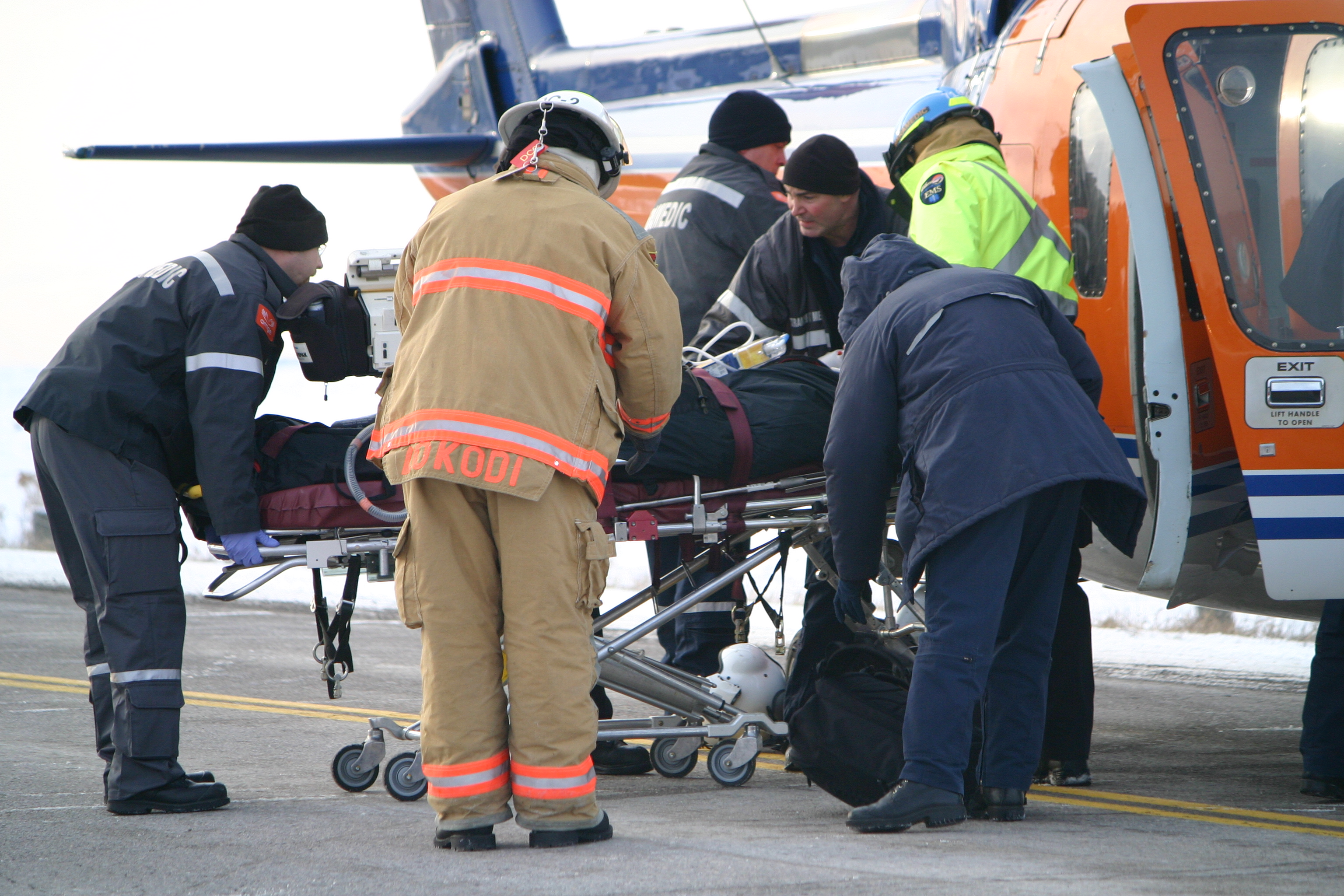
الباراميدكون يحملون امرأة جريحة إلى الإسعاف الجوي بعد حادث تصادم وجها لوجه في منطقة بحيرات كاوارثا Kawartha في أونتاريو، كندا.

يُوظف الباراميدك من قبل منظمات مختلفة، كما أن خدمات الباراميدك قد تُقدم لهياكل مختلفة من المنظمات، وذلك بالإضافة إلى أن الدور الجديد للمسعف يتضمن التوسع في توفير الرعاية الصحية الأساسية الأولية. لذلك بدأ بعض الباراميدكون بتخصيص مؤهلاتهم لتتناسب مع بيئة العمل التي يرغبون الالتحاق بها مثل: طب الطيران واستخدام المروحيات لنقل الحالات الحرجة بين المرافق، بينما لا تزال بعض الإدارات تستخدم الأطباء والممرضين والفنيين لنقل المرضى. وعلى نحو متزايد آل هذا الدور لتخصيص الباراميدكين الأقدم وذوي الخبرة.
كذلك هنالك مجالات أخرى من التخصصات تتضمن هذه الأدوار مثل: الباراميدك التكتيكي كالذي يعمل في كلاً من مراكز الشرطة والملاحة والمواد الخطرة ومنصات النفط البحرية واستكشاف النفط والمعادن والقطاع العسكري.
معظم الباراميدكون الموظفون في البلدية تحت الخدمات الطبية الطارئة وُظفوا على حسب مجالاتهم، مع أنه يمكن للموظف أن يعمل في مجالات عدة منها خدمات الإسعاف العامة المتمتعة بالحكم الذاتي مثل: إدارة مكافحة الحرائق والمستشفيات أو الشركات الخاصة التي تعمل بموجب العقود. بالإضافة إلى ذلك، هناك الكثير من الباراميدكين الذين يتطوعون للعمل في الدول النامية مع جماعات الإنقاذ في البلدان الصغيرة ونحوها.

## مهارات الباراميدك

### المهارات العامة
في حين أن هناك درجات متفاوتة من التدريب والتوقعات في أنحاء العالم، إلا أن كلا من الباراميدكين وأفراد خدمات الطوارئ الطبية (EMT) يتقاسموا مجموعة عامة من المهارات الأساسية التي تشمل:
- الدعم المتقدم للقلب: تقديم دعم متقدم للحياة القلبية (ACLS) الذي يشمل على علاج الإصابات القلبية وتوقف القلب. وبما إن حالات تدهور القلب والجهاز العصبي تحدث في أقل من 4-6، فإن التعرف المبكر والعلاج قبل المستشفى فعال جداً في علاجات إنقاذ الحياة. كذلك استخدام الأجهزة والوسائل العلاجية مثل: مراقب دقات القلب ومزيل الرجفان وأدوية القلب لتحقيق الهدف الأساسي وهو إيقاف وعكس تأثير التدهور الحاصل على كفاءة ضخ القلب للدم.
- السيطرة على النزيف.
- إدارة اصابات العمود الفقري: وتتضمن التثبيت والنقل الآمن. القدرة على التصرف عند إصابة العمود الفقري بما في ذلك تثبيته ونقلة بطريقة آمنة.
- السيطرة على الكسور: وتتضمن تقييم درجة الكسر وتجبيره واستخدام جبيرة الشد حسب الحاجة. القدرة على التصرف في حالة الكسور بما في ذلك تقييمها والتجبير واستخدام الجبائر.
- التوليد: تتضمن معرفة وتقييم ما إذا كانت الولادة مصحوبة بمضاعفات، ثم البدء بإجراءات التوليد الطارئ مثل: التوليد المقعدي والسريري وانفصال المشيمة. الولادة بما في ذلك التقييم والمساعدة من أجل ولادة غير معقدة وإجراءات الطوارى المتعلقة بالولادة بما فيها الحبل السري وانفكاك المشيمة.
- السيطرة على الحروق: وتتضمن معرفة وتقدير درجة ومنطقة الحرق معرفة أكثر الحروق خطورة وكيفية علاجها.
- التحكم بمجرى الهواء: بطرق متقدمة ومنها تنبيب القصبة الهوائية وجراحة مجرى الهواء التي تشمل على التنبيب الرغامي وجراحة القصبة الهوائية.
- فرز المرضى في حالة الأصابات الجماعية.
- تقييم وتقدير سلامة مواقع الحوادث العامة.
- مهارات أعداد وتقديم التقاريرالشفهية والكتابية.
- معرفة الاجراءات الروتينية لصيانة المعدات الطبية.
- تشغيل المركبات في حالات الطوارئ.
- إجراءات تشغيل الإذاعة الروتيني.

### الأدوية المهمة في طب الطوارئ

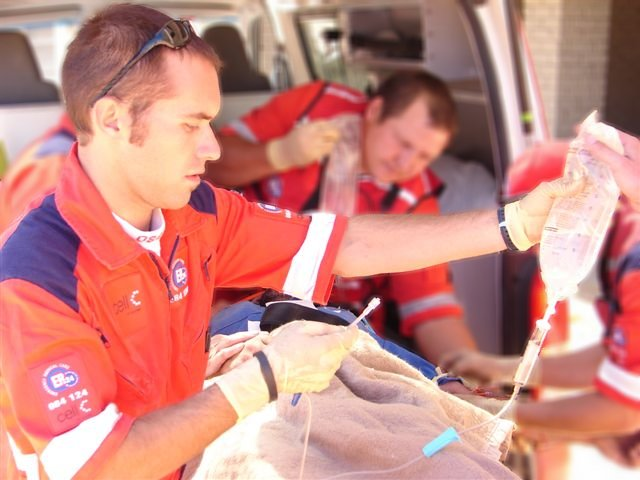
مسعف يجهز المغذي للمريض.

الباراميدكون في معظم الإدارات لديهم مجوعة متنوعة من الأدوية للحالات الطارئة، كما أن الأدوية المحددة المسموح لهم بحيازتها مختلفة على نطاق واسع ويرجع ذلك إلى المعايير المحلية للرعاية الطبية والقيود القانونية وتعليمات الطبيب أو المدير الطبي. لضبط نسبة المخدر المسموح به أو لعمل الإجراءات في موقع معين يجب التواصل مع ذوي الاختصاص مباشرة. وهذه قائمة تتضمن أهم الأدوية في حالات الطوارئ:
- المسكنات مثل: أسبرين aspirin وكيتورولاك ketorolac وباراسيتامول paracetamol وتستخدم لتخفيف الألم أو لتخفيف التقيؤ والغثيان.
- العقاقير المخدرة مثل: المورفين morphine وبيثيدين pethidine وفينتانيل fentanyl وهيدرومورفين Dilaudid، تستخدم لعلاج الآلام الشديدة كالحروق والكسور.
- أدوية تهدئة ضربات القلب المتسارعة أدينوزين Adenosine، ومحصرات قنوات الكالسيوم مثل فيراباميل Verapamil وديلتيازيم Diltiazem.
- مضادات القئ مثل: بروميثازين promethazine أو أوندانسيترون Ondansetron تستخدم للقئ أو الغثيان.
- أدوية تنفسية مثل: سالبوتامول salbutamol وإبراتروبيوم بروميد Ipratropium bromide وميثيل بريدنيزولون methylprednisolone تستخدم لـ الربو أو التهاب القصبات الحاد.
- أدوية قلبية: أسبرين aspirin ونيتروغليسرين nitroglycerin والمورفين morphine وفينتانيل fentanyl، تستخدم لعلاج أمراض القلب مثل الذبحة الصدرية والنوبة القلبية.
- المهدئات مثل: ميدازولام midazolam ولورازيبام lorazepam وإيتوميدات etomidate تستخدم لتقليل انفعال وهيجان المرضى.
- مضاد اضطراب النُظم مثل: أميودارون amiodarone وليدوكائين lidocaine وكبريتات المغنيسيوم magnesium sulfate تستخدم لعلاج عدم انتظام ضربات القلب مثل اضطرابات نظم دقات القلب البطيني والرجفان البطيني.
- أدوية حالُّ اللَّاوُدِّيّ (الجهاز العصبي اللاودّي): مثل الأتروبين Atropine الذي يستخدم لتسريع تباطؤ القلب.
- أدوية مُحاكِي الوُدِّيّ Sympathomimetic drug مثل: الدوبامين dopamine، دبوتامين dobutamine، نيروبينوفرين Norepinephrine، إبينيفرين epinephrine، والتي تستخدم في انخفاض ضغط الدم الحاد severe hypotension والصدمة القلبية cardiogenic shock وتسمم الدم septicemia.
- مضادات الذهان مثل: هالوبيريدول haloperidol أو زيبراسيدون Ziprasidone، وتستخدم لتهدئة المرضى المتشاجرين.
- محلول D50W المكوّن من 50% ديكستروز (جلوكوز) في الماء، ويستخدم لعلاج نقص سكر الدم Hypoglycemia.
- نالوكسون Naloxone، ويستخدم لعلاج الجرعة الزائدة من المخدرات الأفيونية، وفلومازينيل flumazenil.
- أدوية مسببة للشلل (المؤقت) Paralytics مثل: سكسنيل كولين Succinylcholine، بروميد روكورونيوم Rocuronium، وبروميد فيكورونيوم Vecuronium، والتي تستخدم عند لزوم اجراءات طارئة مثل: تنبيب التسلسل السريع Rapid sequence induction المعروف بـ RSI.

## فئات الباراميدك

### الباراميدك الأولـي
ويقوم بذلك المستجيب الأول للمرض أو الكارثة ويتم تعليم وتدريب كافة شرائح المجتمع على دورات مبسطة في كيفية التعامل مع الحالات. ولا يتطلب الحصول على شهادة مسعف أو إلى أي تراخيص. إنما يتوجب على الجهة التي تقوم بالتدريب الحصول على برنامج صحي معتمد وترخيص حكومي لعقد الدورات. وتعمل الكثير من الدول على زيادة هذه الفئة في المدارس والجامعات والمنازل والمجمعات التجارية، وغيرها. حيث يعتبر هذا المستوى وارتفاعه نتيجة لوعي المجتمع ومدى ثقافته الصحية. تعتبر هذه الفئة من الباراميدكيـن الأهم، حيث أن الباراميدك الأولي هو أول المستجيبين للحدث، وتشكل هذه الفئة علامة فارقة في مدى جودة الخدمات المقدمة في ما بعد.

### الباراميدك التأسيسي
أو ما يعرف بـ (Basic) وهي دراسة أكاديمية معتمدة، يتم تدريب مجموعة من الأشخاص المؤهلين وفق برنامج علمي متبـع. وتكون مدتـه من ثلاثة أشهر إلى تسعة أشهر، وفيـه يتم تعليـمهم أساسيـات النقـل الصحيح للمريض وتقديم الدعم الأولي للحياة (Basic life support) المعروف بـ BLS. ويتم الحرص على الحفاظ على حالة المريض أو المصاب في أمان لحين الوصول للمستشفى.

### الباراميدك المتوسط
أو (Intermediate)، ويقوم بنفس عمل المسـعف الأساسي، بالإضافة لبعض المهـارات الخـاصة مثل فتـح محاليـل وريـدية وتأميـن التنفس والنبض والعمل على توثيق المؤشرات الحيوية (كالنبض والتنفس والحرارة والسكر والضغط ونسبة الأكسجين في الدم ولون الجلد واستجابة حدقة العين للضوء). ويمكنـه استخدام جهاز الصدمات الكهربائية لانعاش القلب بشكل مقيـد وبدورات محددة وبقيـم ثابتة ومدة تعليم البرنامج تتراوح بين السنة إلى السنـة والنصف.

### الباراميدك المتقدم
أو (Advance)، ويقوم بمهـام إضافيـة وهي التدريب والتأهيل على التعامل مع الكوارث بالإضافة إلى مهـارات أخرى أكثر حرفية، وهي التنبيب الرغـامي بعدة وسـائل متـاحة وكذلك بزل الصدر لحالات الاسترواح الصدري؛ كما يمكنه استخدام جهاز الصدمات الكهربائية لانعاش القلب بشكل حر. ومدة دراسة هذا البرنـامج تتراوح بين السنتيـن إلى السنتين والنصف.

### أخصائي الإسعاف وطب الطوارئ أو الطبيب الميداني
أخصائي الإسعاف وطب الطوارئ أو الطبيب الميداني (بالإنجليزية: Paramedic)‏ أو(بالإنجليزية: Field medic)‏، وهو برنـامج متقدم جداً، حيث يتم فيـه إعطاء الأدوية الإسعافية والطوارئ والتدخل الجراحي الإسعافي البسيط، كحالات خزع الرغامى (القصبة الهوائية) ويمكن لمن يحمل هذا البرنامج أن يقوم بأدوار متقدمة في المستشفيات، حيث تتراوح مدة البرنـامج من سنتين ونصف إلى أربع سنـوات، ويدرس في أستراليا وأمريكا وكندا وجنوب أفريقيا وبريطانيا وفرنسا. ويعتبر هذا البرنامج دعامة مهمة أساسية لنظام الخدمات الطبية العالميـة، حيث يعتبر الأفضل في حالات الكوارث. ودائمًاً ما تناط بمن يحمل هذا البرنامج أدواراً قيادية ميدانية لقدرة حاملي هذا البرنامج على التفاعل مع الأحداث والمواقع خارج المستشفى بشكل أفضل من الأطبـاء والاختصاصيين. والباراميدك المختص يكتسب مهاراته بشكل موسـع خارج المستشفى وذلك بتدريبه على العمل في حالات الحروب الكيميائية والذرية والكوارث البيئية الضخمة.
تستطيع جميـع الفئات، ما عدا المسـعف الأولي، اكتسـاب دورات مسـاعدة لها كـ PALSوACLS و PHTLS و ETLS. وهذه برامج طبيـة تركز على تقديم خدمة أكثر تقدماً من الخدمات التي يتم تلقينـها بالبرامج.
في العقد الأخير، تـم تقليص فئات الباراميدكيـن في أغلب الدول؛ وأُلغي المسـعف المتوسط في أمريكا وتم الاكتفاء بالمسـعف الأساسي والمتقدم والمختص. والجدير بالذكر أن اتفاقيات جنيـف تنص على أنه يحق للمسعف العمل في الحروب تحت منظومة الأمم المتحدة، وأن الاعتداء عليه أو قتله أو منعه عن عمله يعتبر جرماً دوليـاً.
الطبيب الباراميدك (الميداني)
الطبيب الباراميدك هو شخص مختص في طب الطوارئ على مستوى ما قبل المكوث في المستشفى، وهو الباراميدك الميداني الأكبر في نجمة داوود الحمراء، الذي اجتاز الدورة بنجاح وحصل على رقم رخصة من نجمة داوود الحمراء.
يقوم الطبيب الباراميدك بتقديم مساعدة متقدمة وناجعة للمرضى وللمصابين في حالات طبيّة طارئة، من خلال القيام بعمليات متقدمة ومتطورة، حتى إيصالهم إلى المستشفى/ مركز طبي.

### في الدول العربية
- يعتبر تخصص الإسعاف والطوارئ ضعـيف الحضور في الدول العربية ولا يكاد يُذكر، حيـث أن الدول العربية لم تستطع إلى الآن ادراج برامج صحيـة طبيـة طارئة بشكل أكاديمي ومنظم وانما تكتفي بإشغال هذه الوظائف بفئات صحيـة أخرى كالممرضين والأطباء.
- تجربـة السعودية في مجال الإسعاف والطوارئ تعتبـر رائدة في المنـطقة من حيـث عدد المعاهد والكليـات والخريجين فهي تعمل على النـظام الأمريـكي للإسعاف في تنظيـمها وعملها وتجاوز عدد المسـعفيـن في المملكة العربية السعودية 10 الآلاف مسـعف متقدم ولا يقل عن 2000 مسـعف مختص وكذلك هنـاك برنـامج الأمير نـايف بن عبد العزيز للإسعافات الأولية وهو برنامج يقدم للمواطنين بالمجان ومدته ثلاثة أيام وفيها يتعلم المواطن مبادئ الإسعاف الأولي وحيث ان البرنامج خدم ما لا يقل عن 300 الف شخص حتى الآن وهو متـاح في كافة مناطق المملكة بواسطة هيئة الهلال الأحمر السعودي.
- تعتبر الأردن أول دولة عربية يتم تطبيق نظام الإسعاف المتقدم والمتخصص حيث تم إنشاء كليات للإسعاف تابعه للدفاع المدني الأردني واستحدثات تخصصات جامعيه تشمل البكالوريوس في هذا التخصص كما تم تحديث جميع سيارات الإسعاف لتصبح في خدمة المواطنين والمقيمين.

## السلطة القانونية الطبية
يعتمد الإطار الطبي الشرعي للمسعفين بشكل كبيرعلى الهيكل العام للخدمات الطبية الطارئة في المناطق التي يعملون فيها. يعمل الباراميدكون في العديد من المواقع عن طريق إرشادات مباشرة من المدير الطبي. يمثل الطبيب في الولايات المتحدة السلطة تحت قانون السلطة الطبية لكل ولاية. وهذا يعطي الباراميدك القدرة على ممارسة مهنتة داخل نطاق محدود في القانون. ويتم منح السلطة لممارسة الباراميدك بهذه الطريقة في شكل الأوامر الدائمة (بروتوكولات) (تحكم طبي غير مباشر) ويتشاور الطبيب المباشر عبر الهاتف أو الراديو (تحكم طبي مباشر). وتحت هذا النموذج تكون فعالية دور الباراميدكين في خارج المستشفى كمسعفين طوارئ إقليميين مع السماح في وضع التشخيص السريري.
يتم الاعتراف بالباراميدكين العاملين في مجال الرعاية الصحية المسجلة في الأماكن لدى الهيئة الملائمة، وبذلك يتم أخذ الإجراءات الملائمة لمهنة الباراميدك متضمنة الشخص المسؤول أمام النظام وإدارة وصف الدواء. ينظم مجلس العناية المهنية والصحية أحوال الباراميدكين في المملكة المتحدة وبذلك يمكن رؤية سجل التاريخ المهني للمسعف.
قد يكتسب الباراميدكون في بعض الحالات مزيداً من المؤهلات لتحسين أوضاعهم من مسعف لطبيب مسعف والذي له الحق في وصف الأدوية بدلاً من إعطاء الدواء فقط. يُسمح للمسعف في بعض المناطق بممارسة العديد من المهارات المتقدمة بما فيها مساعدة الطبيب المتواجد معه باستثناء حالات الطوارئ العاجلة التي تهدد الحياة.